# Мари (Чамзінський район)
Ма́ри (рос. Мары, ерз. Мары) — селище у складі Чамзінського району Мордовії, Росія. Входить до складу Пічеурського сільського поселення.

## Населення
Населення — 5 осіб (2010; 10 у 2002).
Національний склад (станом на 2002 рік):
- росіяни — 100 %